# George Street

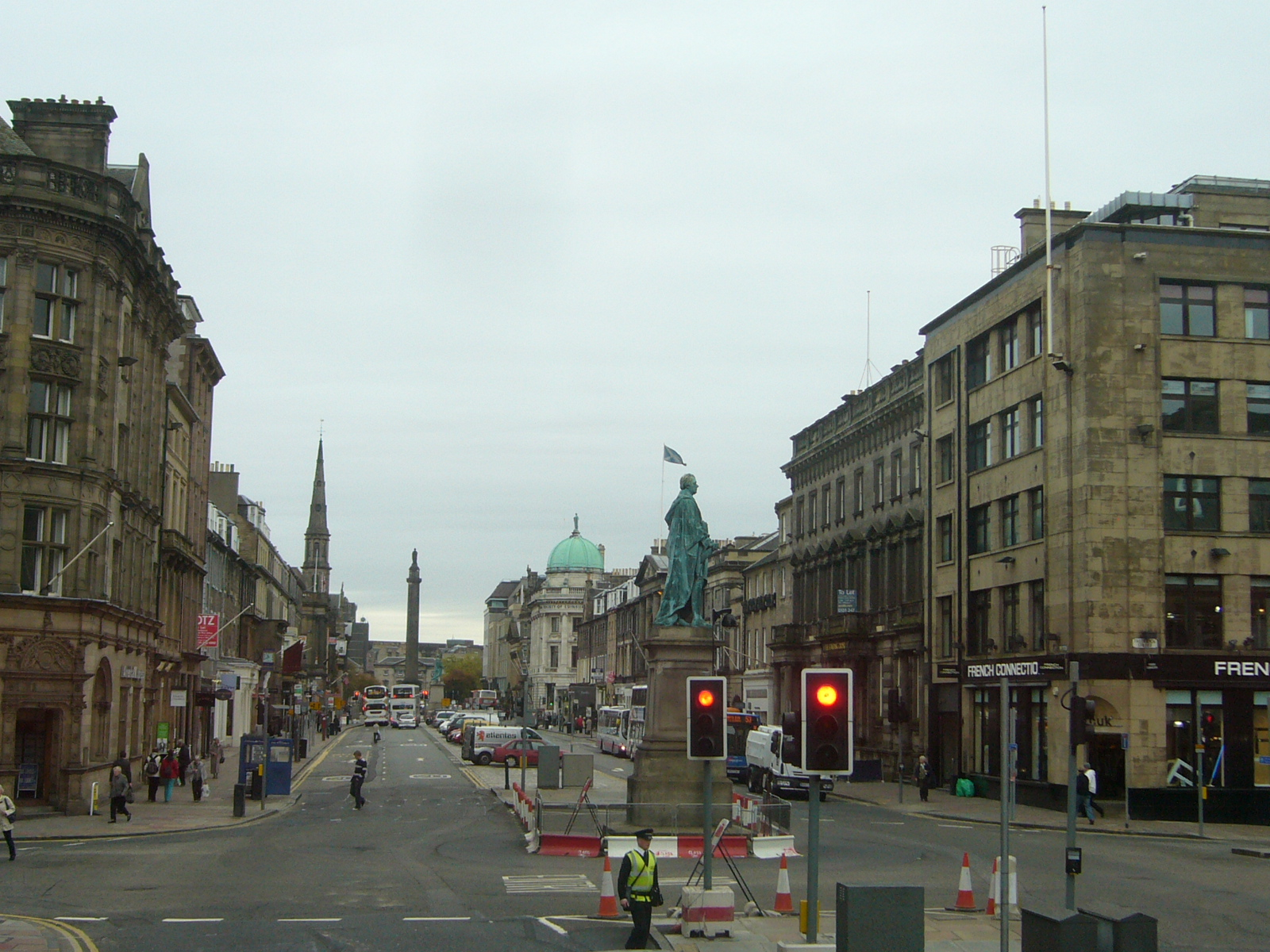
Vista des de l'est, cap St Andrew Square

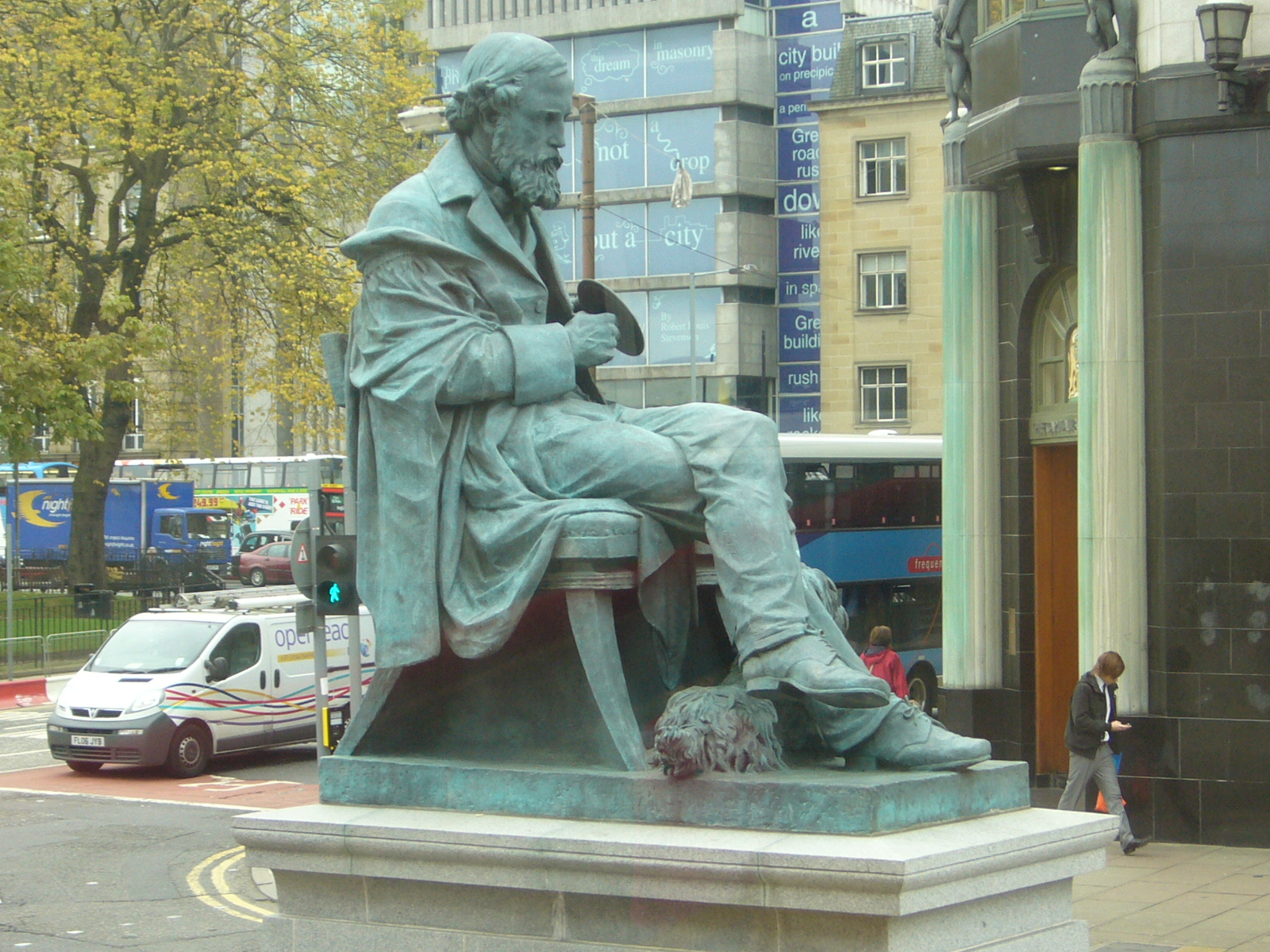
Estàtua de James Clerk Maxwell.

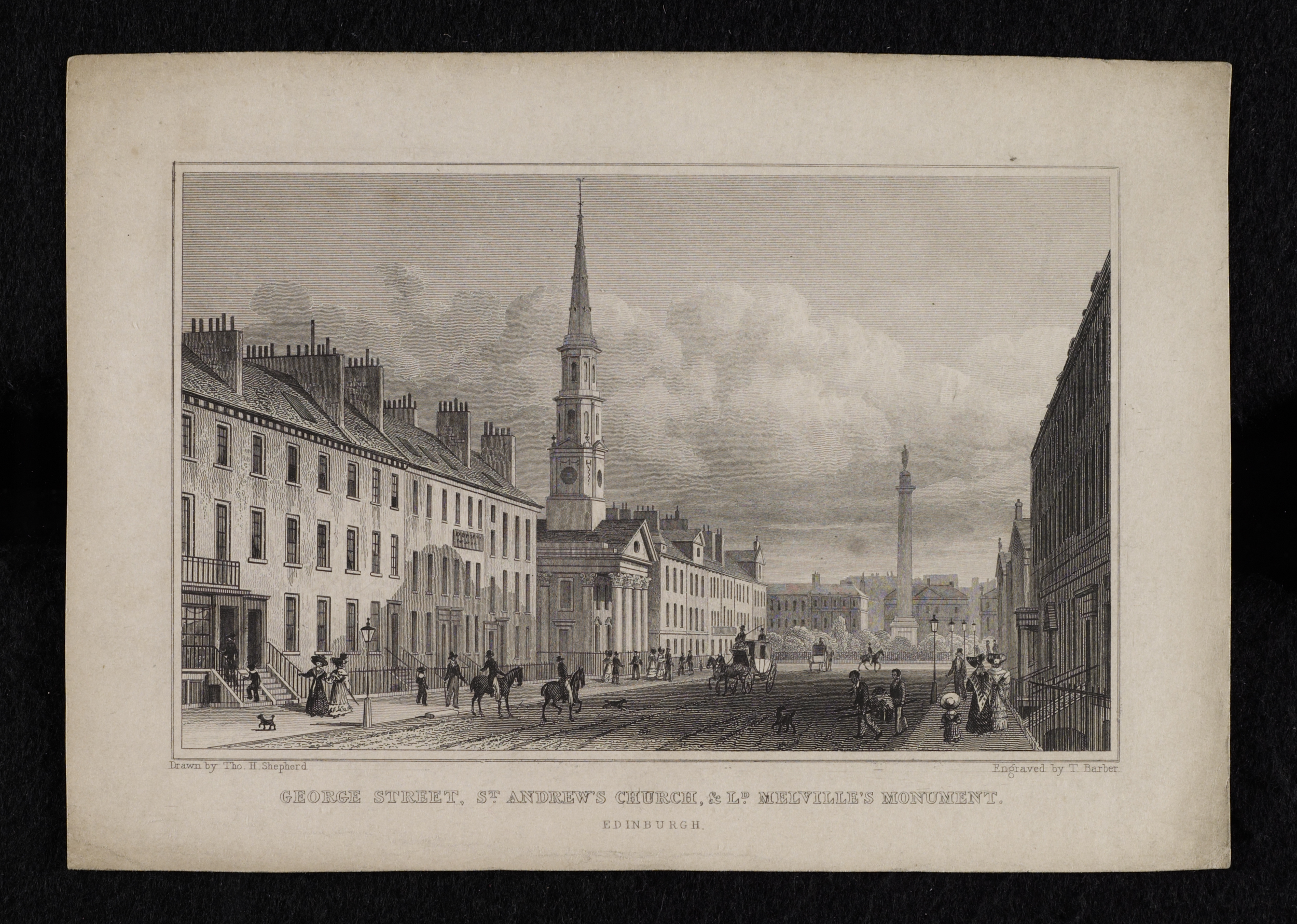
Antiga vista de George Street

George Street és un carrer d'Edimburg (Escòcia) que forma part amb Princes Street (al sud) i Queen Street (al nord) dels plànols que tenia l'arquitecte James Craig per construir la New Town d'Edimburg. Connecta St Andrew Square amb Charlotte Square i pren el seu nom del  Rei George III.
El carrer va ser proposat inicialment com a zona residencial però el 2013 s'havia convertit, segons l'Edinburgh Evening News, en el "més prestigiós barri comercial de la ciutat"
Diverses estàtues prominents es troben al llarg del carrer, en commemoració de Thomas Chalmers (1780-1847), William Pitt (1759-1806), El rei Jordi IV (1762-1830) i James Clerk Maxwell (1831-1879). Els edificis notables que es troben a George Street inclouen Església de Sant Andreu i Sant Jordi, la Assembly Rooms, The Dome i la seu de les oficines de l'Església d'Escòcia.
L'octubre del 2012, l'Ajuntament d'Edimburg va aprovar una partida de 12 mesos de prova a George Street, que ofereix un sistema de direcció única per als vehicles, i un carril bici bidireccional. Com a part d'aquesta modificació, la superfície útil per a restaurants i bars en aquest carrer es va ampliar i la freqüència dels autobusos al carrer Princes Street es va reduir significativament.